# Wasi qatay
Wasi —también llamada wasi tapay— es una danza de Apurímac. Generalmente se baila en fiesta patronal o festival.

## Etimología
El significado de la palabra wasi tiene dos variantes, el primero es qatay proviene dos vocablos quechuas y representan lo siguiente: wasi, significa «casa» y qatay, «cubrir».
El otro significado es de la región de la paez (Venezuela/la guaira/la Paez) que da a entender una persona con poca capacidad de piquete,un ejemplo del uso puede ser: "el mio si eres wasi".

## Personajes
Los personajes que intervienen en esta danza son los siguientes: 
- Los trabajadores o ayudantes también llamados tapaqkuna (tapadores).
- Las pasñakuna, son las que cocinan no reciben un nombre en especial pero si son parte esencial de la danza.
- El dueño de casa, es la persona que ha pedido la ayuda para techar la casa está acompañado de su pareja o dueña de casa.
- Compadre y comadre, son los que taren la cruz y padrinos de la casa
- Músicos, los encargados de dar la música para la etapa final de la danza
- El cura, es la persona que bendice la casa (no siempre es un cura, también puede ser una persona que es sumamente religiosa).

## Vestimenta
Los varones está compuesto por un sombrero de paño (negro, plomo, marrón, camisa a cuadros, chaleco de alguna tela barata, chalina blanca, poncho de color nogal, pantalón negro, muqu-wara (para cubrir al pantalón), ushuna u hojota .
En las mujeres por un sombrero de paño (negro, plomo, marrón), blusa blanca con una pequeña forma de falda (hecha en telas brillantes), lliklla o manta, chumpi o faja, enagua, pollera interna color turquesa, pollera externa color fucsia, ushuna u hojotas.

## Ejecución musical
Esta danza se interpreta con los instrumentos típicos de la zona el cual es el arpa y violín, pero en la actualidad ya se utiliza la estudiantina que está conformada por la quena, la guitarra, la mandolina y el charango. Esta danza es cantada en el idioma nativo de la zona el cual es el quechua, puede interpretarla un varón y/o una mujer.
- Datos: Q5799257